# Camplum
Camplum (łac. Dioecesis Camplensis) – stolica historycznej diecezji w Italii erygowanej w roku 1604, a włączonej w roku 1818 w skład diecezji Teramo.
Współczesne miasto Campli w prowincji Teramo we Włoszech. Obecnie katolickie biskupstwo tytularne ustanowione w 1968 przez papieża Pawła VI.

## Biskupi tytularni
| Lp. | Biskup                       | Funkcja                                      | Od                | Do            |
| --- | ---------------------------- | -------------------------------------------- | ----------------- | ------------- |
| 1   | Giuseppe Martinoli           | administrator apostolski Lugano (Szwajcaria) | 30 lipca 1968     | 8 marca 1971  |
| 2   | Celso Pereira de Almeida     | biskup pomocniczy Porto Nacional (Brazylia)  | 31 stycznia 1972  | 5 maja 1976   |
| 3   | Luigi del Gallo Roccagiovine | urzędnik Kurii Rzymskiej                     | 20 grudnia 1982   | 12 maja 2011  |
| 4   | Denis Grondin                | biskup pomocniczy Quebecu (Kanada)           | 12 grudnia 2011   | 4 maja 2015   |
| 5   | Benedictus Son Hee-song      | biskup pomocniczy Seulu (Korea Południowa)   | 14 lipca 2015     | 13 marca 2024 |
| 6   | Renato Tarantelli Baccari    | biskup pomocniczy Rzymu (Włochy)             | 21 listopada 2024 |               |